# Rakouské kolonie

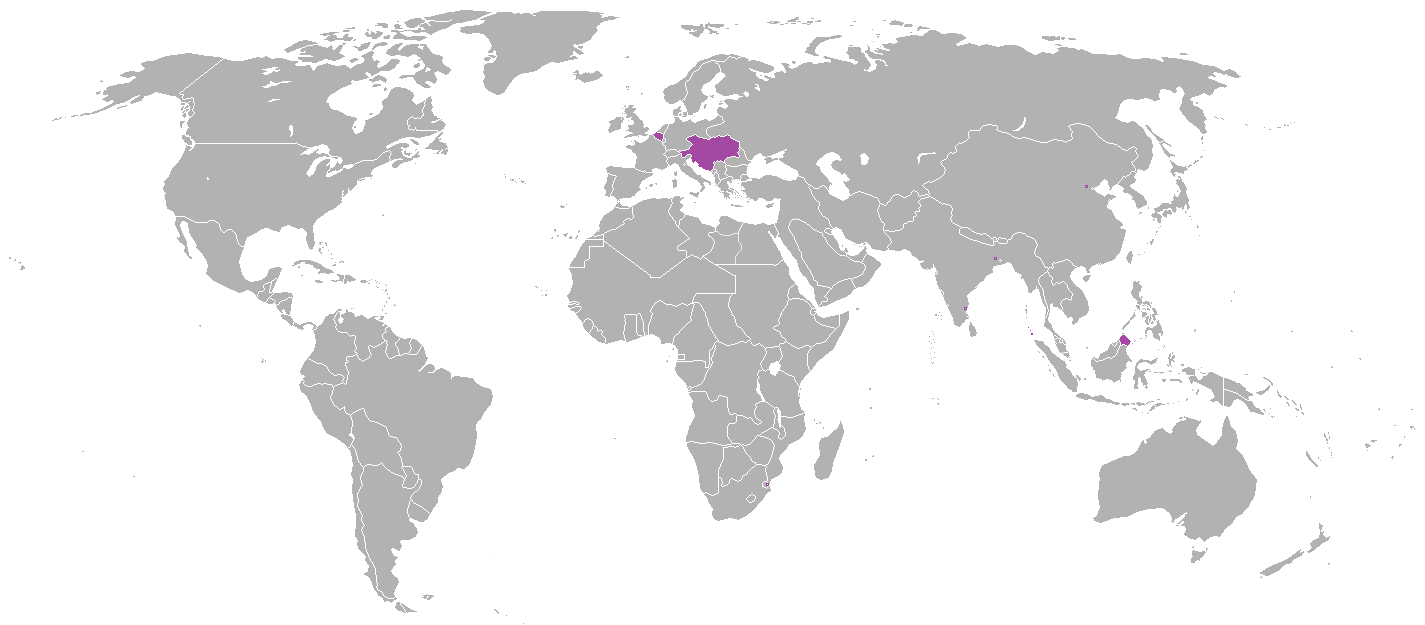
Mapa všech bývalých rakouských kolonií

Od 16. století do začátku 20. století se habsburská monarchie, Rakouské císařství a Rakousko-Uhersko pokoušely profitovat z koloniálního obchodu a založit své vlastní rakouské kolonie v zahraničí.
Kvůli tlakům ostatních evropských koloniálních mocností a politice monarchie, která kolonizace nijak zásadně nepodporovala, všechny pokusy nakonec selhaly. Technicky však Rakušané měli největší koloniální říši tehdy, když byl císařem Karel V. a vládl jak španělské říši, tak Svaté říši římské. Rakousko, které patřilo mezi státy Svaté říše římské, dostalo finanční prostředky z kořisti španělské kolonizace v Americe.

## Seznam rakouských kolonií
- Ostendská společnost byla akciová společnost založená roku 1722 v tehdy rakouském Nizozemsku, která pod rakouskou vlajkou obchodovala s čajem. Sídlo společnosti bylo v Antverpách, lodi kotvily v Ostende. Společnost byla velmi úspěšná, ale Rakousko ji roku 1731 zrušilo, aby za to získalo anglický souhlas s nástupnictvím Marie Terezie.
- Mezi lety 1778 a 1781 rakouští kolonisté působili také v Maputské zátoce na území dnešního Mosambiku.[1]
- Souostroví Nikobary bylo Rakouskem obsazeno poté, co je opustilo Dánsko. Tato kolonie neměla velkou podporu, byla založena roku 1778 a poslední kolonisté odešli roku 1783.
- Cabelon (Covelong), vesnice v jižní Indii, byla rakouskou kolonií pouze 5 let.
- Banquibazar (Ichapore), město v západním Bengálsku v Indii, bylo rakouskou kolonií pouze 5 let a na britský nátlak bylo roku 1731 opuštěno.
- Rakousko dostalo území o rozloze 0,61 km² v čínském městě Tchien-ťinu v roce 1902 jako odměnu za to, že se podílelo na potlačení boxerského povstání. Rakouskou zónu zabrala Čína roku 1917. Ve městě jsou dodnes stopy rakouské architektury.
- Severní Borneo (na území dnešního malajského státu Sabah) bylo kolonií pouze 2 roky v letech 1878–1880. Rakousko kolonii koupilo od obchodníka z Hongkongu, byla však prodělečná, poté se jí snažilo prodat Itálii, ale neúspěšně. Proto ji opustilo.
- Rakouská výprava též pro Rakousko zabrala v roce 1873 arktické souostroví Země Františka Josefa, ale protože území nebylo obyvatelné, nebyli zde ani žádní kolonisté. Souostroví pak zabral roku 1926 Sovětský svaz.
- Španělsko též chtělo prodat Rakousku Rio de Oro, kolonii v severní Africe. Obchod už byl vyjednaný, ale Uhersko jeho uskutečnění prodeje zabránilo.